# Blechnum paschale
Blechnum paschale là một loài dương xỉ trong họ Blechnaceae. Loài này được C. Chr. Christenh. mô tả khoa học đầu tiên năm 2011.